# Nekrolog 1463
Nekrolog
◄◄
| ◄
| 1459
| 1460
| 1461
| 1462
| 1463 | 1464 | 1465 | 1466 | 1467 | ► | ►►
Weitere Ereignisse | Allgemeiner Nekrolog 1463
Die Beschreibung der verstorbenen Person sollte so kurz wie möglich gehalten sein und nur deren signifikante Tätigkeit(en) enthalten.
Neue Namen ggf. auch unter dem Geburts- und Sterbedatum, also etwa unter 1. Januar und im Geburts- und Sterbejahr (2024) eintragen (nur bei entsprechender großer Wichtigkeit). Für Beispiele siehe die schon vorhandenen Artikel.
Außerdem über die fünf zuletzt Verstorbenen, zu denen es einen ausreichend guten Artikel für eine Präsentation auf der Hauptseite gibt, nach der todesbedingten Überarbeitung der Artikel ggf. auch unter Wikipedia Diskussion:Hauptseite informieren und sie am besten auch in den anderen Wikipedia-Sprachversionen eintragen. Tipp: Regelmäßig bei news.google.de nach „ist tot“, „gestorben“ oder „verstorben“ suchen.
Wenn eine Person gestorben ist, gibt es viele Seiten zu dieser Person in der Wikipedia, die davon auch betroffen sind und entsprechend aktualisiert werden müssen. Beispiele: Namenübersichtsseite, Geburtsjahr, Geburtsort-Seiten und viele mehr.
Wie finde ich die betroffenen Seiten?
Im Suchfeld auf der linken Seite gibt man den Suchbegriff so ein: „Vorname Nachname“. Dann klickt man auf Volltext und alle Seiten mit entsprechendem Suchtext werden aufgerufen. Hier sieht man dann schnell, wo auch das Todesjahr Sinn macht oder sogar ein Teil des Artikels angepasst werden muss. Auch hilft das „Werkzeug“ auf der linken Seite sehr gut, um solche Seiten aufzufinden: „Links auf diese Seite“. Somit ist die Wikipedia wieder aktuell in allen Bereichen! Hinweis: bei Eintragung der Kategorie „Gestorben JAHR“ wird der Missbrauchsfilter 49 ausgelöst, was jedoch nicht schlimm ist. Siehe: Spezial:Missbrauchsfilter/49
Dies ist eine Liste von im Jahr 1463 verstorbenen bekannten Persönlichkeiten. Die Einträge erfolgen innerhalb der einzelnen Daten alphabetisch sortiert. Tiere sind im Nekrolog für Tiere zu finden.

## Januar
| Tag       | Name                             | Beruf, bekannt als               | Alter | Beleg |
| --------- | -------------------------------- | -------------------------------- | ----- | ----- |
| 9. Januar | William Neville, 1. Earl of Kent | englischer Adliger und Politiker |       |       |

## Februar
| Tag         | Name                   | Beruf, bekannt als                                              | Alter | Beleg |
| ----------- | ---------------------- | --------------------------------------------------------------- | ----- | ----- |
| 14. Februar | Dietrich II. von Moers | deutscher römisch-katholischer Geistlicher, Erzbischof von Köln |       |       |
| Februar     | Michele Attendolo      | italienischer Condottiere                                       |       |       |

## März
| Tag      | Name                  | Beruf, bekannt als                                            | Alter | Beleg |
| -------- | --------------------- | ------------------------------------------------------------- | ----- | ----- |
| 9. März  | Katharina von Bologna | italienische Malerin, Klarissin und Klostergründerin, Heilige | 49    |       |
| 24. März | Prospero Colonna      | Kardinal der römisch-katholischen Kirche                      |       |       |

## April
| Tag       | Name                         | Beruf, bekannt als                                            | Alter | Beleg |
| --------- | ---------------------------- | ------------------------------------------------------------- | ----- | ----- |
| 9. April  | Ludolf Quirre                | römisch-katholischer Kleriker und Jurist                      |       |       |
| 10. April | Heinrich von Werl            | deutscher Minorit, Provinzial der kölnischen Minoritenprovinz |       |       |
| 11. April | Gerhard III. von Hoya        | Erzbischof von Bremen                                         |       |       |
| 15. April | Wolfgang Holzer              | Bürgermeister von Wien                                        |       |       |
| 24. April | Kaspar von Breitenlandenberg | Fürstabt des Klosters St. Gallen                              |       |       |
| 27. April | Isidor von Kiew              | römisch-katholischer Bischof                                  |       |       |

## Mai
| Tag     | Name                 | Beruf, bekannt als | Alter | Beleg |
| ------- | -------------------- | ------------------ | ----- | ----- |
| 31. Mai | Caspar von Schönberg | Bischof von Meißen |       |       |

## Juni
| Tag     | Name                 | Beruf, bekannt als                                      | Alter | Beleg |
| ------- | -------------------- | ------------------------------------------------------- | ----- | ----- |
| 4. Juni | Flavio Biondo        | italienischer Historiker                                |       |       |
| Juni    | Johann von Ahlefeldt | Geheimer Rat und Herr der Güter Lehmkuhlen und Wittmold |       |       |
| Juni    | Stjepan Tomašević    | letzter bosnischer König                                |       |       |

## Juli
| Tag      | Name         | Beruf, bekannt als                                                 | Alter | Beleg |
| -------- | ------------ | ------------------------------------------------------------------ | ----- | ----- |
| 5. Juli  | Jean Bureau  | Seigneur de Montglat und Großmeister der Artillerie von Frankreich |       |       |
| 16. Juli | Bernhard II. | Herzog von Sachsen-Lauenburg                                       |       |       |
| 30. Juli | Guy de Roye  | burgundischer Militär und Vertrauter des Herzogs Philipp des Guten |       |       |

## August
| Tag        | Name                 | Beruf, bekannt als   | Alter | Beleg |
| ---------- | -------------------- | -------------------- | ----- | ----- |
| 26. August | Peter von Schleinitz | Bischof von Naumburg |       |       |

## September
| Tag           | Name                          | Beruf, bekannt als                 | Alter | Beleg |
| ------------- | ----------------------------- | ---------------------------------- | ----- | ----- |
| 23. September | Giovanni di Cosimo de’ Medici | jüngerer Sohn von Cosimo de Medici | 42    |       |

## Oktober
| Tag         | Name                              | Beruf, bekannt als                                 | Alter | Beleg |
| ----------- | --------------------------------- | -------------------------------------------------- | ----- | ----- |
| 1. Oktober  | Johann II. Bose                   | Bischof von Merseburg                              |       |       |
| 1. Oktober  | Georg von Haugwitz                | deutscher Geistlicher, Bischof von Naumburg (1463) |       |       |
| 6. Oktober  | Friedrich der Jüngere             | Markgraf von Brandenburg; Herr der Altmark         |       |       |
| 22. Oktober | James Berkeley, 1. Baron Berkeley | englischer Adeliger und Politiker                  |       |       |

## November
| Tag          | Name                              | Beruf, bekannt als                                                                | Alter | Beleg |
| ------------ | --------------------------------- | --------------------------------------------------------------------------------- | ----- | ----- |
| 1. November  | Alexios Skantarios Komnenos       | trapezuntischer Prinz, Sohn von Alexander Komnenos, Neffe von Kaiser Johannes IV. |       |       |
| 1. November  | David Komnenos                    | letzter Kaiser von Trapezunt                                                      |       |       |
| 12. November | Didakus                           | spanischer Missionar                                                              |       |       |
| 15. November | Giovanni Antonio Orsini del Balzo | Graf mehrerer Besitzungen                                                         |       |       |
| 18. November | Johann IV.                        | Herzog von Bayern-München                                                         | 26    |       |
| 29. November | Marie d’Anjou                     | französische Königin, Ehefrau Karls VII.                                          | 59    |       |

## Dezember
| Tag         | Name              | Beruf, bekannt als                                  | Alter | Beleg |
| ----------- | ----------------- | --------------------------------------------------- | ----- | ----- |
| 1. Dezember | Maria von Geldern | Königin von Schottland                              |       |       |
| 2. Dezember | Albrecht VI.      | Herzog von Österreich                               | 44    |       |
| 3. Dezember | Ludwig            | Fürst von Orange, Herr von Orbe, Echelens, Grandson |       |       |

## Datum unbekannt
| Tag | Name                            | Beruf, bekannt als                   | Alter | Beleg |
| --- | ------------------------------- | ------------------------------------ | ----- | ----- |
|     | Geoffrey Boleyn                 | englischer Tuchhändler               |       |       |
|     | Manuel Chrysaphes               | byzantinischer Komponist             |       |       |
|     | Matthäus Ensinger               | Baumeister der süddeutschen Gotik    |       |       |
|     | Konrad von Gemmingen            | Vogt in Bretten, Ganerbe von Widdern |       |       |
|     | Andreas von Graben zu Sommeregg | Burggraf von Sommeregg und Ortenburg |       |       |
|     | Jakob Kaschauer                 | österreichischer Bildhauer           |       |       |
|     | Mechthild II. von Anhalt        | Äbtissin                             |       |       |
|     | Otto II.                        | Herzog zu Braunschweig-Lüneburg      |       |       |
|     | Nickel Proles                   | Dresdner Ratsherr und Bürgermeister  |       |       |
|     | Yusuf V.                        | Emir von Granada (1445–1446, 1462)   |       |       |